# Оффисер, Джилл
Джилл О́ффисер (англ. Jill Officer; род. 2 июня 1975, Виннипег) — канадская кёрлингистка.
В составе женской сборной Канады участник и чемпион зимних Олимпийских игр 2014; участник семи чемпионатов мира (дважды чемпионы). Шестикратный чемпион Канады среди женщин в составе команды Дженнифер Джонс выиграла шесть чемпионатов Канады среди женщин, стала обладательницей медалей на трёх чемпионатах мира.
В «классическом» кёрлинге (команда из четырёх человек одного пола) в основном играла на позиции второго.

## Достижения
- Зимние Олимпийские игры: золото (2014).
- Чемпионат мира по кёрлингу среди женщин: золото (2008, 2018), серебро (2015), бронза (2010).
- Чемпионат Канады по кёрлингу среди женщин: золото (2005, 2008, 2009, 2010, 2015, 2018), серебро (2006, 2011, 2013), бронза (2007, 2012, 2016).
- Канадский олимпийский отбор по кёрлингу: золото (2013), бронза (2017).
- Чемпионат Канады по кёрлингу среди смешанных команд: бронза (2004).
- Чемпионат Канады по кёрлингу среди юниоров: золото (1994), бронза (1995).

- Почётный приз Всемирной федерации кёрлинга Frances Brodie Award: 2018.
- Команда «всех звёзд» (All Stars teams) чемпионата Канады среди женщин (в скобках — 1-я или 2-я команда): 2007 (1), 2008 (1), 2010 (1), 2011 (1), 2012 (1), 2013 (2), 2015 (1), 2016 (1), 2018 (1).

## Команды
| Сезон                                               | Четвёртый       | Третий              | Второй                                      | Первый                                       | Запасной                                                        | Турниры                                 |
| --------------------------------------------------- | --------------- | ------------------- | ------------------------------------------- | -------------------------------------------- | --------------------------------------------------------------- | --------------------------------------- |
| 1992—93                                             | Дженнифер Джонс | Trisha Baldwin      | Джилл Оффисер                               | Dana Malanchuk                               |                                                                 | ЧКЮ 1993 (5 место)                      |
| 1993—94                                             | Дженнифер Джонс | Trisha Baldwin      | Джилл Оффисер                               | Dana Malanchuk                               |                                                                 | ЧКЮ 1994                                |
| 1994—95                                             | Дженнифер Джонс | Trisha Baldwin      | Джилл Оффисер                               | Dana Malanchuk                               |                                                                 | ЧКЮ 1995                                |
| 1998—99                                             | Karen Porritt   | Дженнифер Джонс     | Patti Burtnyk                               | Джилл Оффисер                                |                                                                 | [ 9 ]                                   |
| 2001—02                                             | Дженнифер Джонс | Karen Porritt       | Lynn Fallis-Kurz                            | Dana Allerton                                | Джилл Оффисер тренер: Джон Хелстон                              | ЧК 2002 (4 место)                       |
| 2003—04                                             | Дженнифер Джонс | Karen Porritt       | Джилл Оффисер                               | Lynn Fallis-Kurz                             | Триша Ик                                                        | КК 2004 (7 место)                       |
| 2004—05                                             | Дженнифер Джонс | Кэти Овертон-Клэпем | Джилл Оффисер                               | Кэти Готье                                   | Триша Ик тренеры: Larry Jones (ЧК, ЧМ), Элейн Дагг-Джексон (ЧМ) | ЧК 2005 · ЧМ 2005 (4 место)             |
| 2005—06                                             | Дженнифер Джонс | Кэти Овертон-Клэпем | Джилл Оффисер                               | Джорджина Уиткрофт                           | Джанет Арнотт (КООК, ЧК) тренер: Larry Jones (ЧК)               | КООК 2005 (6 место) · КК 2006 · ЧК 2006 |
| 2006—07                                             | Дженнифер Джонс | Кэти Овертон-Клэпем | Джилл Оффисер                               | Dana Allerton, Джанет Арнотт (ЧК), Дон Эскин | Kristen Williamson тренер: Конни Лалибёрте                      | ЧК 2007                                 |
| 2006—07                                             | Дженнифер Джонс | Кэти Овертон-Клэпем | Джилл Оффисер                               | Дон Эскин                                    |                                                                 | КК 2007                                 |
| 2007—08                                             | Дженнифер Джонс | Кэти Овертон-Клэпем | Джилл Оффисер                               | Дон Эскин                                    |                                                                 | КК 2008 (4 место)                       |
| 2007—08                                             | Дженнифер Джонс | Кэти Овертон-Клэпем | Джилл Оффисер                               | Дон Эскин                                    | Дженнифер Кларк-Руир тренер: Джанет Арнотт                      | ЧК 2008 · ЧМ 2008                       |
| 2008—09                                             | Дженнифер Джонс | Кэти Овертон-Клэпем | Джилл Оффисер                               | Дон Эскин                                    | Дженнифер Кларк-Руир тренер: Джанет Арнотт                      | ЧК 2009 · ЧМ 2009 (4 место)             |
| 2009—10                                             | Дженнифер Джонс | Кэти Овертон-Клэпем | Джилл Оффисер                               | Дон Эскин                                    | Дженнифер Кларк-Руир тренер: Джанет Арнотт                      | КООК 2009 (6 место) · ЧК 2010 · ЧМ 2010 |
| 2010—11                                             | Дженнифер Джонс | Кейтлин Лоус        | Джилл Оффисер                               | Дон Эскин                                    | Джанет Арнотт тренер: Эрл Моррис                                | КК 2010 (5 место) · ЧК 2011             |
| 2011—12                                             | Дженнифер Джонс | Кейтлин Лоус        | Joëlle Sabourin (2011) Джилл Оффисер (2012) | Дон Эскин                                    | Дженнифер Кларк-Руир тренер: Джанет Арнотт                      | КК 2011 · ЧК 2012                       |
| 2013                                                | Дженнифер Джонс | Кейтлин Лоус        | Джилл Оффисер                               | Дон Эскин                                    | Кристин MacCuish тренер: Джанет Арнотт                          | ЧК 2013                                 |
| 2013—14                                             | Дженнифер Джонс | Кейтлин Лоус        | Джилл Оффисер                               | Дон Макьюэн                                  | Кирстен Уолл тренер: Джанет Арнотт                              | КООК 2013 · ОИ 2014                     |
| 2014—15                                             | Дженнифер Джонс | Кейтлин Лоус        | Джилл Оффисер                               | Дон Макьюэн                                  | Дженнифер Кларк-Руир тренер: Уэнди Морган                       | КК 2014 (5 место) · ЧК 2015 · ЧМ 2015   |
| 2015—16                                             | Дженнифер Джонс | Кейтлин Лоус        | Джилл Оффисер                               | Элисон Кревьязак                             |                                                                 | [ 11 ]                                  |
| 2015—16                                             | Дженнифер Джонс | Кейтлин Лоус        | Джилл Оффисер                               | Дон Макьюэн                                  | Дженнифер Кларк-Руир тренер: Уэнди Морган                       | КК 2015 · ЧК 2016                       |
| 2016—17                                             | Дженнифер Джонс | Кейтлин Лоус        | Джилл Оффисер                               | Дон Макьюэн                                  | Элейн Джексон (АК)                                              | КК 2016 · АК 2017                       |
| 2017—18                                             | Дженнифер Джонс | Кейтлин Лоус        | Джилл Оффисер                               | Дон Макьюэн                                  | Дженнифер Кларк-Руир тренер: Уэнди Морган                       | КООК 2017                               |
| 2017—18                                             | Дженнифер Джонс | Шэннон Бёрчард      | Джилл Оффисер                               | Дон Макьюэн                                  | Кейтлин Лоус тренер: Уэнди Морган                               | ЧК 2018                                 |
| 2017—18                                             | Дженнифер Джонс | Кейтлин Лоус        | Джилл Оффисер                               | Дон Макьюэн                                  | Шэннон Бёрчард тренер: Уэнди Морган                             | ЧМ 2018                                 |
| 2018—19                                             | Дженнифер Джонс | Кейтлин Лоус        | Джоселин Петерман                           | Дон Макьюэн                                  | Джилл Оффисер тренер: Виктор Челль                              | ЧК 2019 (7 место)                       |
| 2018—19                                             | Челси Кэри      | Сара Уилкс          | Дана Фергюсон                               | Рашель Браун                                 | Джилл Оффисер тренер: Дэн Кери                                  | ЧМ 2019 (8 место)                       |
| Кёрлинг для смешанных команд (mixed curling)        |                 |                     |                                             |                                              |                                                                 |                                         |
| 2004—05                                             | Terry McNamee   | Джилл Оффисер       | Brendan Taylor                              | Tanya Robins                                 |                                                                 | ЧКСК 2004                               |
| Кёрлинг среди смешанных пар (mixed doubles curling) |                 |                     |                                             |                                              |                                                                 |                                         |
| 2016—17                                             | Джилл Оффисер   | Пэт Симмонс         |                                             |                                              |                                                                 | ЧКСП 2017 (21 место)                    |
| 2017—18                                             | Джилл Оффисер   | Рид Карразерс       |                                             |                                              |                                                                 | КООКСП 2018 (5 место)                   |

(скипы выделены полужирным шрифтом)

## Частная жизнь
Из спортивной семьи: её отец был хоккеистом, а затем хоккейным тренером, мать играла в кёрлинг в юниорских турнирах. Джилл начала заниматься кёрлингом в 1985 году, в возрасте 10 лет.
В сезоне 2019—2020 была тренером команды скипа Трэйси Флёри, где играла племянница Джилл — Кристин Маккуиш; Джилл и Кристин неоднократно встречались на льду как соперники в матчах их команд между собой, в частности, на чемпионате Канады среди женщин 2018, где их команды (тогда Кристин играла в команде скипа Керри Эйнарсон) встретились в финале и команда Дженнифер Джонс с большим трудом победила и стала чемпионами. На чемпионате провинции Манитоба среди женщин 2023 (отбор среди команд провинции на чемпионат Канады 2023) Джилл и Кристин играли в одной команде (скипа Кейтлин Лоус), заняли третье место.